# Lichis
Miguel Ángel Hernando Trillo (Barcelona, 29 de abril de 1970), más conocido como Lichis, es un cantante y compositor español, creador del grupo La Cabra Mecánica.

## Biografía
Nació en el barrio de Gracia en Barcelona, España, y en sus primeros años de vida se trasladó a Madrid. De joven tocaba en el metro madrileño, en las estaciones cercanas al colegio San Mateo donde estudiaba. Considerado como un destacado compositor y letrista en su país, vivió por mucho tiempo en el barrio de Lavapiés.

### La Cabra Mecánica
La Cabra Mecánica le lanzó a la fama con éxitos como "Felicidad" o sobre todo "La lista de la compra" que interpretó junto a María Jiménez. En 2004 grabó la canción "Silencio" como protesta por los atentados del 11 de marzo de 2004. En 2009 disolvió el grupo e inició una carrera en solitario que anunció se llamaría Miguelito y finalmente quedó por su apodo más conocido, Lichis.

### Otras agrupaciones
Lichis fundó de forma paralela el grupo Troublemakers Blues Review, con el propósito de versionar canciones de Chicago blues de los años cincuenta. En 2009 el grupo presentó su primer disco, Chicano Blues.
En 2013 integró el supergrupo La pandilla voladora junto a Albert Pla, Muchachito Bombo Infierno, El Canijo de Jerez de Los Delinqüentes y Tomasito.

### Carrera en solitario
En otoño de 2014 sacó su primer disco en solitario, llamado Modo Avión.
En marzo de 2017 lanzó el EP Mariposas, y en diciembre del mismo año un segundo EP Torneos de verano, ambos a través de la discográfica Felicidad Producciones. En febrero de 2018 presentó el álbum Mariposas & Torneos de verano, con las nueve canciones que conforman los dos EP anteriores.

## Discografía

### Álbumes
- 2014: Modo avión.
- 2017: Mariposas(EP).
- 2017: Torneos de verano(EP).
- 2018: Mariposas y torneos de verano.
- 2019: Mesa para dos(EP) con Rubén Pozo.
- 2020: Mesa para dos con Rubén Pozo.

### Colaboraciones
- 2002: Donde más duele de María Jiménez con la canción "Medias negras".
- 2003: Principio de incertidumbre de Ismael Serrano con la canción "La extraña pareja".
- 2007: Eres buena gente de El Desván del Duende con la canción "Mineápolis".
- 2014: Esto era de Conchita con la canción "Roto".